# Selysioneura drymobia
Selysioneura drymobia là loài chuồn chuồn trong họ Isostictidae. Loài này được Lieftinck mô tả khoa học đầu tiên năm 1959.